# Nili Latu
Otenili Latu Langilangi (* 19. února 1982, Afa) je bývalý tonžský ragbista, který hrál jako rváček a vazač. Za Tongu odehrál 48 zápasů a připsal si 28 bodů (2006–2017). Ve 42 zápasech byl kapitánem tonžské reprezentace a je hráčem, co vedl Tongu do nejvíce reprezentačních zápasů v historii. Odehrál také 6 zápasů za Pacifické ostrovy a v roce 2018 byl součástí Barbariens.
The Guardian ho vybrali do nejlepší sestavy MS 2007. Má bratrance Douga Howletta. Během kariéry hrál ze začátku několik sezon na Novém Zélandu, potom strávil 8 sezon v Japonsku následně v Anglii, zase v Japonsku a kariéru ukončil za novozélandský tým Counties Manukau. V dubnu 2024 se stal asistentem trenéra tonžské reprezentace.

## Klubová kariéra
- 2004 – 2007 Bay of Plenty
- 2005 – 2006 Chiefs
- 2007 Hurricanes
- 2007/08 – 2014/15 NEC Green Rockets
- 2015/16 – 2017/18 Newcastle
- 2018/19 – 2020/21 NEC Green Rockets
- 2021 Counties Manukau